# Biljana Plavšić
Biljana Plavšić (in serbo Биљана Плавшић?; Tuzla, 7 luglio 1930) è un'ex politica, botanica e docente bosniaca, di nazionalità serba, presidente della Repubblica dei Serbi di Bosnia dal 1996 al 1998.
Personaggio politico di grande importanza durante la guerra in Bosnia, è l'unica donna processata dal Tribunale penale internazionale per l'ex-Jugoslavia per aver partecipato ai crimini commessi durante la guerra.

## Biografia
Biljana Plavšić nacque il 7 luglio 1930 a Tuzla nell'allora Regno di Jugoslavia. Frequenta le scuole primarie e secondarie a Sarajevo mentre ottiene la laurea in Biologia a Zagabria.

### Carriera universitaria
Prima di entrare in politica, ha insegnato biologia presso l'Università di Sarajevo e ha svolto il ruolo di capo del dipartimento per la medesima disciplina.
È una Fulbright Scholar e, come tale, aveva trascorso due anni all'Istituto Boyce Thompson della Cornell University di New York facendo ricerca botanica. In seguito ha pubblicato oltre un centinaio di lavori scientifici e documenti che sono stati ampiamente citati nella letteratura accademica.

### Carriera politica
La Plavšić era un membro del Partito Democratico Serbo fin dal 1990, l'anno della sua fondazione. Fu la prima donna nella Presidenza della Repubblica Socialista di Bosnia ed Erzegovina dal 18 novembre 1990 fino all'aprile 1992, eletta quando la Jugoslavia si aprì al multi-partitismo.
Dal 28 febbraio 1992 fino al 12 maggio 1992 la Plavsic era uno dei due Presidente della autoproclamata Repubblica Serba di Bosnia ed Erzegovina. Successivamente fu uno dei due vicepresidente della Repubblica Srpska e dal 30 novembre 1992 era membro del Comando Supremo della Forze Armate della Repubblica Srpska.
Durante la Guerra in Bosnia (1992-1995) fu una delle più strette collaboratrici di Radovan Karadžić; a guerra finita venne scelta come successore di Karadžić alla presidenza della Repubblica dei Serbi di Bosnia, rimanendo in carica per due anni dal 1996 al 1998.
Nel 1997 lascia il Partito Democratico Serbo e crea l'Alleanza Nazionale Serba.

### Nazionalismo
Oltre che per la sua carriera politica, Biljana Plavšić si rese famosa per affermazioni e comportamenti, prima e dopo la guerra, caratterizzati da un forte nazionalismo.
Qualche giorno prima che scoppiasse ufficialmente la Guerra in Bosnia alcuni paramilitari serbi guidati da Željko Ražnatović detto "Arkan" compirono un massacro contro civili di religione musulmana nella città di Bijeljina; la Plavšić andò sul posto per congratularsi con Arkan e per baciarlo, affermando che lei "baciava solo gli eroi" e aggiungendo anche "quando ho visto quello che Arkan ha fatto a Bijeljina, mi sono detta che lui è un vero serbo. Questo è il tipo di eroi di cui abbiamo bisogno".
Riguardo alla pulizia etnica la Plavšić affermò che:
(Svijet, Novi Sad, 1993)
Riguardo ai Bosgnacchi (i bosniaci musulmani) disse che erano originariamente serbi ma si erano deformati geneticamente perché convertitisi all'islamismo.

### Accuse e processo
Nel 2001 Biljana Plavšić venne accusata dal Tribunale penale internazionale per l'ex-Jugoslavia di crimini di guerra e crimini contro l'umanità, decise di collaborare e si consegnò spontaneamente il 10 gennaio 2001.
I reati di cui era accusata erano:
- Genocidio
- Complicità in genocidio
- Persecuzioni su base politica, religiosa e razziale (Crimini contro l'umanità)
- Sterminio (Crimini contro l'umanità)
- Omicidio (Crimini contro l'umanità e Crimine di Guerra)
- Deportazione (Crimini contro l'umanità)
- Altre azioni inumane (Crimini contro l'umanità)

Durante il processo dichiarò il proprio rimorso per aver commesso crimini contro l'umanità, ammettendo la propria colpevolezza per il reato di omicidio.
Nel 2003 venne giudicata colpevole dal Tribunale Penale Internazionale e condannata a 11 anni di reclusione. Il luogo decretato per scontare la pena detentiva era un carcere svedese.
Nel 2005 dal carcere in Svezia la Plavšić dichiarerà di aver ammesso le proprie colpe solo per ottenere uno sconto di pena e che la sua confessione era solo una farsa.
Il 27 ottobre 2009 la magistratura svedese ne ha disposto il rilascio perché, secondo la legge svedese, chi dimostra buona condotta in carcere può essere liberato se ha scontato i due terzi della pena. Al suo arrivo a Belgrado è stata accolta da molti come un'eroina.